# Wahlkreis Edinburgh Central (House of Commons)
Der Wahlkreis Edinburgh Central war bis 2005 ein Wahlkreis (englisch constituency) für die Wahl eines Abgeordneten des britischen Unterhauses (House of Commons).

## Ergebnisse (seit 1945)

### Parlamentswahl 1945
| Kandidaten           | Kandidaten              | Parteien                         | Stimmen | %    |
| -------------------- | ----------------------- | -------------------------------- | ------- | ---- |
|                      | Andrew Gilzean          | Labour Party                     | 10.921  | 54,3 |
|                      | Francis Clifford Watt   | Unionist Party                   | 6.701   | 33,3 |
|                      | Norman Archibald Donald | Liberal Party                    | 2.262   | 11,2 |
|                      | Hume Sleigh             | Independent Scottish Nationalist | 232     | 1,2  |
| Gesamt               | Gesamt                  | Gesamt                           | 20.116  | 100  |
|                      |                         |                                  |         |      |
| Quelle: UK Parlament |                         |                                  |         |      |

### Parlamentswahl 1950
| Kandidaten           | Kandidaten            | Parteien                         | Stimmen | %    |
| -------------------- | --------------------- | -------------------------------- | ------- | ---- |
|                      | Andrew Gilzean        | Labour Party                     | 16.568  | 47,9 |
|                      | Francis Clifford Watt | Unionist Party                   | 13.631  | 39,4 |
|                      | Leonard Gellatly      | Liberal Party                    | 3.446   | 10,0 |
|                      | Donald Fraser Renton  | Communist Party of Great Britain | 646     | 1,9  |
|                      | Hume Sleigh           | Independent Scottish Nationalist | 283     | 0,8  |
| Gesamt               | Gesamt                | Gesamt                           | 34.574  | 100  |
|                      |                       |                                  |         |      |
| Quelle: UK Parlament |                       |                                  |         |      |

### Parlamentswahl 1951
| Kandidaten           | Kandidaten   | Parteien       | Stimmen | %    |
| -------------------- | ------------ | -------------- | ------- | ---- |
|                      | Tom Oswald   | Labour Party   | 18.429  | 52,2 |
|                      | William Kean | Unionist Party | 16.847  | 47,8 |
| Gesamt               | Gesamt       | Gesamt         | 35.276  | 100  |
|                      |              |                |         |      |
| Quelle: UK Parlament |              |                |         |      |

### Parlamentswahl 1955
| Kandidaten           | Kandidaten   | Parteien       | Stimmen | %    |
| -------------------- | ------------ | -------------- | ------- | ---- |
|                      | Tom Oswald   | Labour Party   | 16.735  | 51,4 |
|                      | Ralph Harris | Unionist Party | 15.796  | 48,6 |
| Gesamt               | Gesamt       | Gesamt         | 32.531  | 100  |
|                      |              |                |         |      |
| Quelle: UK Parlament |              |                |         |      |

### Parlamentswahl 1959
| Kandidaten           | Kandidaten   | Parteien       | Stimmen | %    |
| -------------------- | ------------ | -------------- | ------- | ---- |
|                      | Tom Oswald   | Labour Party   | 15.849  | 51,0 |
|                      | Norman Wylie | Unionist Party | 15.232  | 49,0 |
| Gesamt               | Gesamt       | Gesamt         | 31.081  | 100  |
|                      |              |                |         |      |
| Quelle: UK Parlament |              |                |         |      |

### Parlamentswahl 1964
| Kandidaten           | Kandidaten         | Parteien       | Stimmen | %    |
| -------------------- | ------------------ | -------------- | ------- | ---- |
|                      | Tom Oswald         | Labour Party   | 14.124  | 53,9 |
|                      | Nicholas Fairbairn | Unionist Party | 12.082  | 46,1 |
| Gesamt               | Gesamt             | Gesamt         | 26.206  | 100  |
|                      |                    |                |         |      |
| Quelle: UK Parlament |                    |                |         |      |

### Parlamentswahl 1966
| Kandidaten           | Kandidaten         | Parteien           | Stimmen | %    |
| -------------------- | ------------------ | ------------------ | ------- | ---- |
|                      | Tom Oswald         | Labour Party       | 13.682  | 58,6 |
|                      | Nicholas Fairbairn | Conservative Party | 9.667   | 41,4 |
| Gesamt               | Gesamt             | Gesamt             | 23.349  | 100  |
|                      |                    |                    |         |      |
| Quelle: UK Parlament |                    |                    |         |      |

### Parlamentswahl 1970
| Kandidaten           | Kandidaten      | Parteien                | Stimmen | %    |
| -------------------- | --------------- | ----------------------- | ------- | ---- |
|                      | Tom Oswald      | Labour Party            | 9.561   | 46,2 |
|                      | Malcolm Rifkind | Conservative Party      | 8.000   | 38,6 |
|                      | Rena Moore      | Scottish National Party | 1.666   | 8,0  |
|                      | Anthony Oliver  | Liberal Party           | 1.486   | 7,2  |
| Gesamt               | Gesamt          | Gesamt                  | 20.713  | 100  |
|                      |                 |                         |         |      |
| Quelle: UK Parlament |                 |                         |         |      |

### Parlamentswahl Februar 1974
| Kandidaten           | Kandidaten        | Parteien                | Stimmen | %    |
| -------------------- | ----------------- | ----------------------- | ------- | ---- |
|                      | Robin Cook        | Labour Party            | 11.354  | 37,8 |
|                      | P. Jones          | Conservative Party      | 10.393  | 34,6 |
|                      | Christopher Scott | Liberal Party           | 4.180   | 13,9 |
|                      | A. W. Stephen Rae | Scottish National Party | 4.074   | 13,6 |
| Gesamt               | Gesamt            | Gesamt                  | 30.001  | 100  |
|                      |                   |                         |         |      |
| Quelle: UK Parlament |                   |                         |         |      |

### Parlamentswahl Oktober 1974
| Kandidaten           | Kandidaten        | Parteien                | Stimmen | %    |
| -------------------- | ----------------- | ----------------------- | ------- | ---- |
|                      | Robin Cook        | Labour Party            | 11.129  | 40,3 |
|                      | P. Jones          | Conservative Party      | 7.176   | 26,0 |
|                      | A. W. Stephen Rae | Scottish National Party | 6.866   | 24,8 |
|                      | Christopher Scott | Liberal Party           | 2.463   | 8,9  |
| Gesamt               | Gesamt            | Gesamt                  | 27.634  | 100  |
|                      |                   |                         |         |      |
| Quelle: UK Parlament |                   |                         |         |      |

### Parlamentswahl 1979
| Kandidaten           | Kandidaten        | Parteien                | Stimmen | %    |
| -------------------- | ----------------- | ----------------------- | ------- | ---- |
|                      | Robin Cook        | Labour Party            | 12.191  | 47,8 |
|                      | David McLetchie   | Conservative Party      | 7.530   | 29,6 |
|                      | Stewart Donaldson | Liberal Party           | 3.096   | 12,2 |
|                      | Gavin Kennedy     | Scottish National Party | 2.486   | 9,8  |
|                      | Colin Boyd        | Scottish Labour Party   | 176     | 0,7  |
| Gesamt               | Gesamt            | Gesamt                  | 25.479  | 100  |
|                      |                   |                         |         |      |
| Quelle: UK Parlament |                   |                         |         |      |

### Parlamentswahl 1983
| Kandidaten           | Kandidaten         | Parteien                         | Stimmen | %    |
| -------------------- | ------------------ | -------------------------------- | ------- | ---- |
|                      | Alexander Fletcher | Conservative Party               | 14.095  | 38,0 |
|                      | Richard Kerley     | Labour Party                     | 11.529  | 31,1 |
|                      | Marion Macleod     | Social Democratic Party          | 9.498   | 25,6 |
|                      | Ronald Halliday    | Scottish National Party          | 1.810   | 4,9  |
|                      | D.W. Carson        | Communist Party of Great Britain | 119     | 0,3  |
| Gesamt               | Gesamt             | Gesamt                           | 37.051  | 100  |
|                      |                    |                                  |         |      |
| Quelle: UK Parlament |                    |                                  |         |      |

### Parlamentswahl 1987
| Kandidaten           | Kandidaten         | Parteien                | Stimmen | %    |
| -------------------- | ------------------ | ----------------------- | ------- | ---- |
|                      | Alistair Darling   | Labour Party            | 16.502  | 40,2 |
|                      | Alexander Fletcher | Conservative Party      | 14.240  | 34,7 |
|                      | Andrew Myles       | Liberal Party           | 7.333   | 17,9 |
|                      | Brian Shaw         | Scottish National Party | 2.559   | 6,2  |
|                      | Linda Hendry       | Green Party             | 438     | 1,1  |
| Gesamt               | Gesamt             | Gesamt                  | 41.072  | 100  |
|                      |                    |                         |         |      |
| Quelle: UK Parlament |                    |                         |         |      |

### Parlamentswahl 1992
| Kandidaten           | Kandidaten       | Parteien                | Stimmen | %    |
| -------------------- | ---------------- | ----------------------- | ------- | ---- |
|                      | Alistair Darling | Labour Party            | 15.189  | 38,8 |
|                      | Paul Martin      | Conservative Party      | 13.063  | 33,4 |
|                      | Lynne Devine     | Scottish National Party | 5.539   | 14,1 |
|                      | Andrew Myles     | Liberal Democrats       | 4.500   | 11,5 |
|                      | Robin Harper     | Scottish Green Party    | 630     | 1,6  |
|                      | Richard Wilson   | Liberal Party           | 235     | 0,6  |
| Gesamt               | Gesamt           | Gesamt                  | 39.156  | 100  |
|                      |                  |                         |         |      |
| Quelle: UK Parlament |                  |                         |         |      |

### Parlamentswahl 1997
| Kandidaten           | Kandidaten         | Parteien                | Stimmen | %    |
| -------------------- | ------------------ | ----------------------- | ------- | ---- |
|                      | Alistair Darling   | Labour Party            | 20.125  | 47,1 |
|                      | Mike Scott-Hayward | Conservative Party      | 9.055   | 21,2 |
|                      | Fiona Hyslop       | Scottish National Party | 6.750   | 15,8 |
|                      | Karen Utting       | Liberal Democrats       | 5.605   | 13,1 |
|                      | Linda Hendry       | Scottish Green Party    | 607     | 1,4  |
|                      | Austin Skinner     | Referendum Party        | 495     | 1,2  |
|                      | Mark Benson        | unabhängig              | 98      | 0,2  |
| Gesamt               | Gesamt             | Gesamt                  | 42.735  | 100  |
|                      |                    |                         |         |      |
| Quelle: UK Parlament |                    |                         |         |      |

### Parlamentswahl 2001
| Kandidaten           | Kandidaten       | Parteien                 | Stimmen | %    |
| -------------------- | ---------------- | ------------------------ | ------- | ---- |
|                      | Alistair Darling | Labour Party             | 14.495  | 42,1 |
|                      | Andrew B. Myles  | Liberal Democrats        | 6.353   | 18,5 |
|                      | Alastair Orr     | Conservative Party       | 5.643   | 16,4 |
|                      | Ian McKee        | Scottish National Party  | 4.832   | 14,1 |
|                      | Graeme Farmer    | Scottish Green Party     | 1.809   | 5,3  |
|                      | Kevin Williamson | Scottish Socialist Party | 1.258   | 3,7  |
| Gesamt               | Gesamt           | Gesamt                   | 34.390  | 100  |
|                      |                  |                          |         |      |
| Quelle: UK Parlament |                  |                          |         |      |